# Aprilia Gresini Racing
Aprilia Gresini Racing är motorcykeltillverkaren Aprilias fabriksstall i MotoGP från comebacken Roadracing-VM 2015. Istället för att skapa ett eget team använder Aprilia sig av det erfarna stallet Gresini Racing. Förare debutårert 2015 var inledningsvis Álvaro Bautista som körde i MotoGP-klassen på en fabrikshonda för Gresini 2014 och Marco Melandri som körde för Aprilias fabriksteam i Superbike-VM 2014. Melandri lämnade teamet efter halva säsongen och ersattes av Stefan Bradl. Bautista och Bradl fortsätter 2016.

## Säsonger i sammanfattning
| Säsong | Klass  | Team-namn                   | Konstruktör | Motorcykel    | Förare          | VM- plac. | 1/2/3- platser | Anm.     |
| ------ | ------ | --------------------------- | ----------- | ------------- | --------------- | --------- | -------------- | -------- |
| 2015   | MotoGP | Aprilia Racing Team Gresini | Aprilia     | Aprilia RS-GP | Álvaro Bautista | 16        | - / - / -      |          |
| 2015   | MotoGP | Aprilia Racing Team Gresini | Aprilia     | Aprilia RS-GP | Marco Melandri  | -         | - / - / -      | GP 1-9   |
| 2015   | MotoGP | Aprilia Racing Team Gresini | Aprilia     | Aprilia RS-GP | Michael Laverty | -         | - / - / -      | GP 10    |
| 2015   | MotoGP | Aprilia Racing Team Gresini | Aprilia     | Aprilia RS-GP | Stefan Bradl    | 18        | - / - / -      | GP 11-18 |
| 2016   | MotoGP | Aprilia Racing Team Gresini | Aprilia     | Aprilia RS-GP | Álvaro Bautista | 12        | - / - / -      |          |
| 2016   | MotoGP | Aprilia Racing Team Gresini | Aprilia     | Aprilia RS-GP | Stefan Bradl    | 16        | - / - / -      |          |
| 2017   | MotoGP | Aprilia Racing Team Gresini | Aprilia     | Aprilia RS-GP | Aleix Espargaró | 15        | - / - / -      |          |
| 2017   | MotoGP | Aprilia Racing Team Gresini | Aprilia     | Aprilia RS-GP | Sam Lowes       | 26        | - / - / -      |          |
| 2018   | MotoGP | Aprilia Racing Team Gresini | Aprilia     | Aprilia RS-GP | Aleix Espargaró | 17        | - / - / -      |          |
| 2018   | MotoGP | Aprilia Racing Team Gresini | Aprilia     | Aprilia RS-GP | Scott Redding   | 21        | - / - / -      |          |
| 2019   | MotoGP | Aprilia Racing Team Gresini | Aprilia     | Aprilia RS-GP | Aleix Espargaró |           |                |          |
| 2019   | MotoGP | Aprilia Racing Team Gresini | Aprilia     | Aprilia RS-GP | Andrea Iannone  |           |                |          |